# Buk (district de Přerov)
Pour les articles homonymes, voir Buk.
Buk (en allemand : Buchen) est une commune du district de Přerov, dans la région d'Olomouc, en République tchèque. Sa population s'élevait à 378 habitants en 2020.

## Géographie
Buk se trouve à 6 km au nord de Přerov, à 19 km au sud-est d'Olomouc, à 68 km au sud-ouest d'Ostrava et à 227 km à l'est-sud-est de Prague.
La commune est limitée par Lazníky au nord, par Radvanice à l'est, par Prosenice au sud, par Přerov au sud-est et par Sobíšky à l'ouest.

## Histoire
La première mention écrite du village date de 1275.

## Administration
La commune se compose de deux quartiers :
- Buk
- Luková